# 28 юни
28 юни е 179-ият ден в годината според григорианския календар (180-и през високосна). Остават 186 дни до края на годината.

## Събития
- 1098 г. – Рицарите от Първия кръстоносен поход разбиват селджукския военачалник Карбука при Антиохия.
- 1243 г. – Започва понтификата на папа Инокентий IV.
- 1519 г. – Карл V е избран за император на Свещената Римска империя.
- 1635 г. – Гваделупа става френска колония.
- 1838 г. – Състои се коронацията на кралицата на Англия Виктория.

- 1858 г. – В Болград, Бесарабия е създадена първата българска гимназия от Възраждането – Болградската гимназия
- 1903 г. – Провежда се Конгресът на ВМОРО (Одрински окръг) на Петрова нива – „Странджанското Оборище“
- 1914 г. – Австро-унгарския престолонаследник Франц Фердинанд и неговата жена са убити в Сараево от сръбския атентатор Гаврило Принцип, което дава повод за началото на Първата световна война.
- 1919 г. – Подписан е Версайския договор, който официално слага край на Първата световна война.
- 1921 г. – В кралството на сърби, хървати и словенци е приета Видовденската конституция.
- 1927 г. – Създадена е авиокомпания Иберия със седалище в Мадрид, Испания.
- 1940 г. – Румъния отстъпва Бесарабия (днешна Молдова) на Съветския съюз.
- 1942 г. – Втора световна война: Нацистка Германия започва стратегическа лятна офанзива срещу Съветския съюз, под кодовото име Операция Блау.
- 1948 г. – Югославската комунистическа партия е изключена от Коминформбюро.
- 1956 г. – В Познан (Полша) започва антикомунистически бунт, известен като Познанският юни, който продължава 3 дни; потушен е с участие на 10 000 войници и полицаи, и 400 танка, при което загиват над 60 души, стотици са ранени.
- 1967 г. – Израел анексира източен Йерусалим.
- 1969 г. – Стоунуолските бунтове в Ню Йорк бележат начало на съвременните движения за ЛГБТ права; празник на ЛГБТ.
- 1982 г. – Самолетът при полет 8641 на „Аерофлот“ се разпада на височина от 5700 м и разбива южно от Мoзир, Белоруска съветска социалистическа република. Умират всички 132 души на борда.
- 1989 г. – По случай 600-годишнината от Битката при Косово поле сръбският политик Слободан Милошевич изнася речта на Газиместан на мястото на битката.
- 1991 г. – Съветът за икономическа взаимопомощ е разпуснат.
- 1992 г. – Влиза в сила новата конституция на Естония.
- 1996 г. – Влиза в сила новата Конституция на Украйна.
- 1997 г. – Във втория мач между Майк Тайсън и Ивендър Холифийлд, Тайсън е дисквалифициран в третия рунд, защото отхапва парче от ухото на Холифийлд.
- 2005 г. – Канада става третата държава в света, която легализира еднополовите бракове.
- 2006 г. – Черна гора е приета за 192-ри член на ООН, съгласно резолюция 60/264 на Общото събрание на ООН

## Родени
- 1476 г. – Павел IV, римски папа († 1559 г.)
- 1491 г. – Хенри VIII, крал на Англия († 1547 г.)
- 1577 г. – Петер Паул Рубенс, фламандски художник († 1640 г.)
- 1712 г. – Жан-Жак Русо, френски философ от швейцарски произход († 1778 г.)
- 1819 г. – Карлота Гризи, италианска балерина († 1899 г.)
- 1824 г. – Пол Брока, френски антрополог († 1880 г.)
- 1839 г. – Васил Стоянов, български филолог († 1910 г.)
- 1840 г. – Димитър Горов, български търговец и революционер († 1881 г.)
- 1854 г. – Иван Андонов, български революционер († 1937 г.)
- 1867 г. – Луиджи Пирандело, италиански писател, Нобелов лауреат през 1934 г. († 1936 г.)
- 1873 г. – Алексис Карел, френски и американски хирург, Нобелов лауреат през 1912 г. († 1944 г.)
- 1883 г. – Пиер Лавал, министър-председател на Франция († 1945 г.)
- 1885 г. – Бертолд Фиртел, австрийски поет, драматург и режисьор († 1953 г.)
- 1897 г. – Аспарух Лешников, български певец, тенор и изпълнител на шлагери с международна известност († 1978 г.)
- 1900 г. – Леон Кручковски, полски писател († 1962 г.)
- 1904 г. – Зина Юрданова, българска художничка († 1998 г.)
- 1906 г. – Мария Гьоперт-Майер, германска физичка, Нобелов лауреат († 1972 г.)
- 1908 г. – Асен Пейков, български скулптор († 1973 г.)
- 1909 г. – Ерик Амблър, английски писател († 1998 г.)
- 1912 г. – Серджу Челибидаке, румънски диригент († 1996 г.)
- 1914 г. – Ариберт Хайм, германски офицер († 1992 г.)
- 1916 г. – Георги Димчев, български революционер († 1980 г.)
- 1926 г. – Мел Брукс, американски писател, композитор и актьор
- 1927 г. – Христо Контев, български ентомолог († 2019 г.)
- 1930 г. – Итамар Франку, бразилски политик, 33-ти президент на Бразилия († 2011 г.)
- 1931 г. – Юрг Федершпил, швейцарски писател († 2007 г.)
- 1934 г. – Петър Пенков, български актьор († 1974 г.)
- 1936 г. – Александър Апостолов, български скулптор
- 1940 г. – Мухамад Юнус, бангладешки банкер и икономист, Нобелов лауреат за 2006
- 1941 г. – Олга Борисова, българска народна певица († 2021 г.)
- 1943 г. – Клоус-Олаф фон Клицинг, германски физик, Нобелов лауреат
- 1944 г. – Георги Христакиев, български футболист († 2016 г.)
- 1944 г. – Александар Ристич, босненски футболист
- 1945 г. – Тюркян Шорай, турска киноактриса
- 1946 г. – Робърт Асприн, американски писател († 2008 г.)
- 1948 г. – Иван Забунов, български историк, общественик и политик от Молдова († 2020 г.)
- 1948 г. – Кати Бейтс, американска актриса
- 1950 г. – Марлене Щреерувиц, австрийска писателка
- 1953 г. – Христо Харалампиев, български скулптор
- 1955 г. – Хериберт Вебер, австрийски футболист
- 1957 г. – Георги Първанов, президент на България
- 1959 г. – Ламбрин Сотиров, български журналист и издател
- 1966 г. – Джон Кюзак, американски актьор
- 1967 г. – Николай Теллалов, български писател
- 1971 г. – Илон Мъск, канадско-американски изобретател, предприемач и инвеститор
- 1971 г. – Фабиен Бартез, френски футболист
- 1973 г. – Глория, българска фолк певица
- 1979 г. – Тим Маккорд, американски музикант
- 1983 г. – Георги Андонов, български футболист
- 1984 г. – Рамазан Йозджан, австрийски футболист
- 1988 г. – Николай Михайлов, български футболист
- 1989 г. - Markiplier, американски ютюбър
- 1994 г. - Аниш Гири, непало-руски гросмайстор

## Починали
- 548 г. – Теодора, византийска императрица (* ок. 500)
- 572 г. – Албоин, крал на лангобардите (* преди 526)
- 683 г. – Лъв II, римски папа (* неизв.)
- 767 г. – Павел I, римски папа (* неизв.)
- 928 г. – Лудвиг III Слепи, император на Свещената Римска империя (* ок. 880)
- 1175 г. – Андрей I, велик княз на Владимиро-Суздалското княжество (* ок. 111)
- 1385 г. – Андроник IV Палеолог, византийски император (* 1348 г.)
- 1389 г. – Мурад I, султан на Османската империя (* 1319 г./1326)
- 1598 г. – Абрахам Ортелий, фламандски картограф (* 1527)
- 1757 г. – София-Доротея фон Брауншвайг-Люнебург, кралица на Прусия (* ок. 1687)
- 1836 г. – Джеймс Мадисън, четвърти президент на САЩ (* 1751 г.)
- 1877 г. – Йорданка Горова, българска революционерка (* 1956 г.)
- 1904 г. – Никола Каранджулов, български революционер (* ок. 1880)
- 1906 г. – Йованче Попантов, български революционер (* 1882)
- 1914 г. – Франц Фердинанд, ерцхерцог на Австрия (* 1863 г.)
- 1921 г. – Гьорче Петров, български революционер (* ок. 1865)
- 1922 г. – Владимир Хлебников, руски поет (* 1885 г.)
- 1930 г. – Борис Илиев, български революционер (* ок. 1882)
- 1942 г. – Янка Купала, беларуски поет (* 1882 г.)
- 1967 г. – Оскар Мария Граф, германски писател (* 1894 г.)
- 1977 г. – Ганчо Краев, български писател-хуморист[1] (* 1909 г.)
- 1981 г. – Тери Фокс, канадски атлет с един крак (* 1958 г.)
- 1986 г. – Васил Богданов Василев, окръжен началник на МВР
- 1992 г. – Михаил Тал, латвийски шахматист (* 1936 г.)
- 1993 г. – Борис Христов, български оперен певец (* 1914 г.)
- 2000 г. – Виторио Гасман, италиански актьор и режисьор (* 1922 г.)
- 2001 г. – Мортимър Адлър, американски философ (* 1902 г.)
- 2018 г. – Кристине Ньостлингер, австрийска писателка (* 1936 г.)

## Празници
- Международен празник на ЛГБТ общността.
- Видовден, православен религиозен празник, а също така народен празник в Западна България, Западните покрайнини и Сърбия
- Полша – Ден в памет на работническия бунт в Познан, 1956 г.
- Украйна – Ден на конституцията (1996 г.)